# Vardøhus fästning

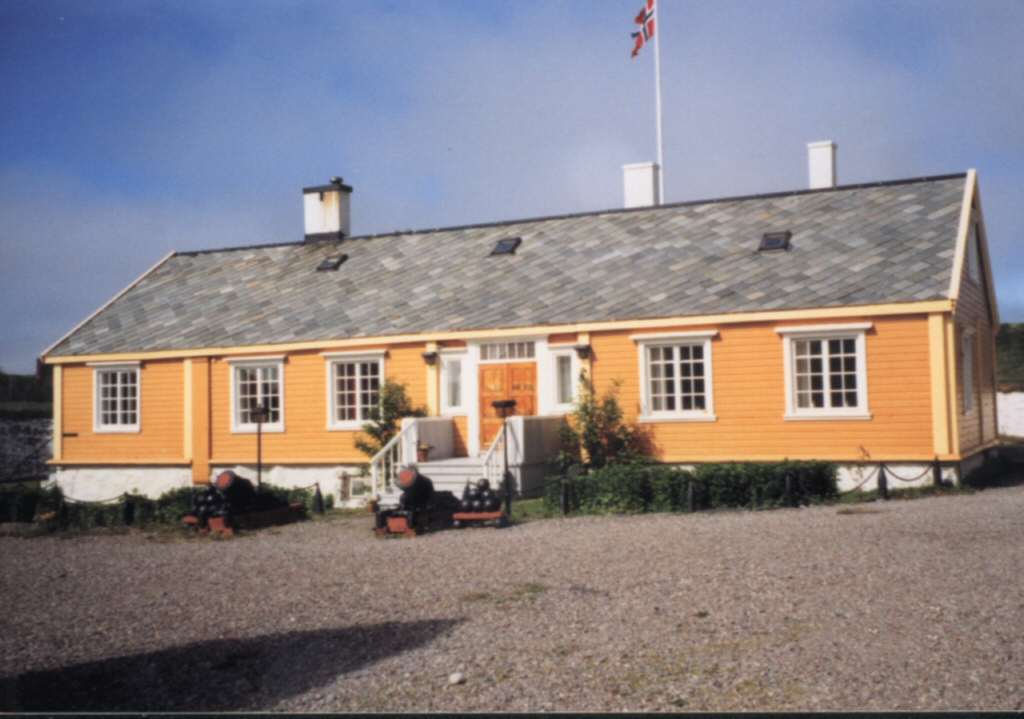
Vardøhus fästnings kommendanthus

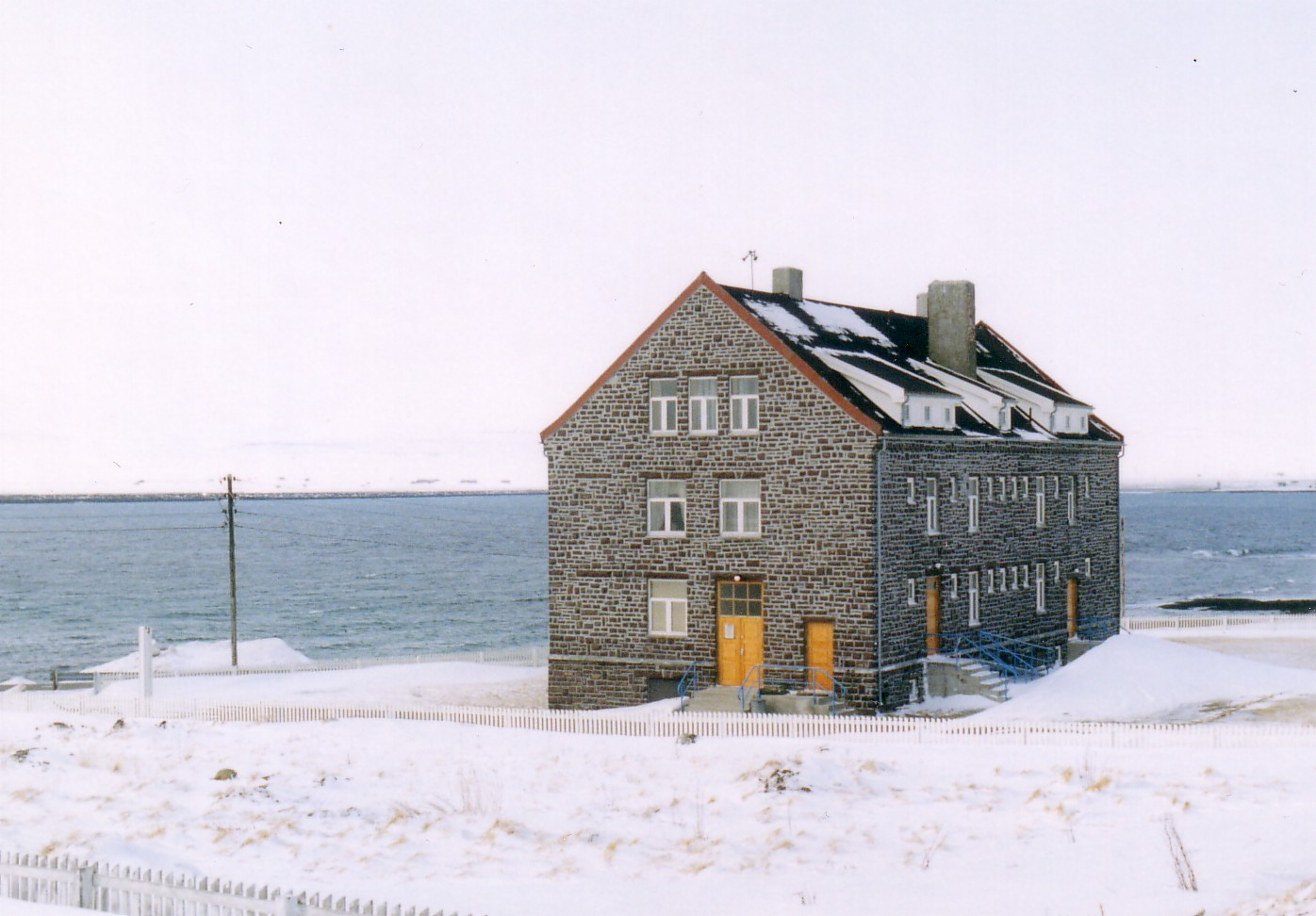
Vardøhus museum

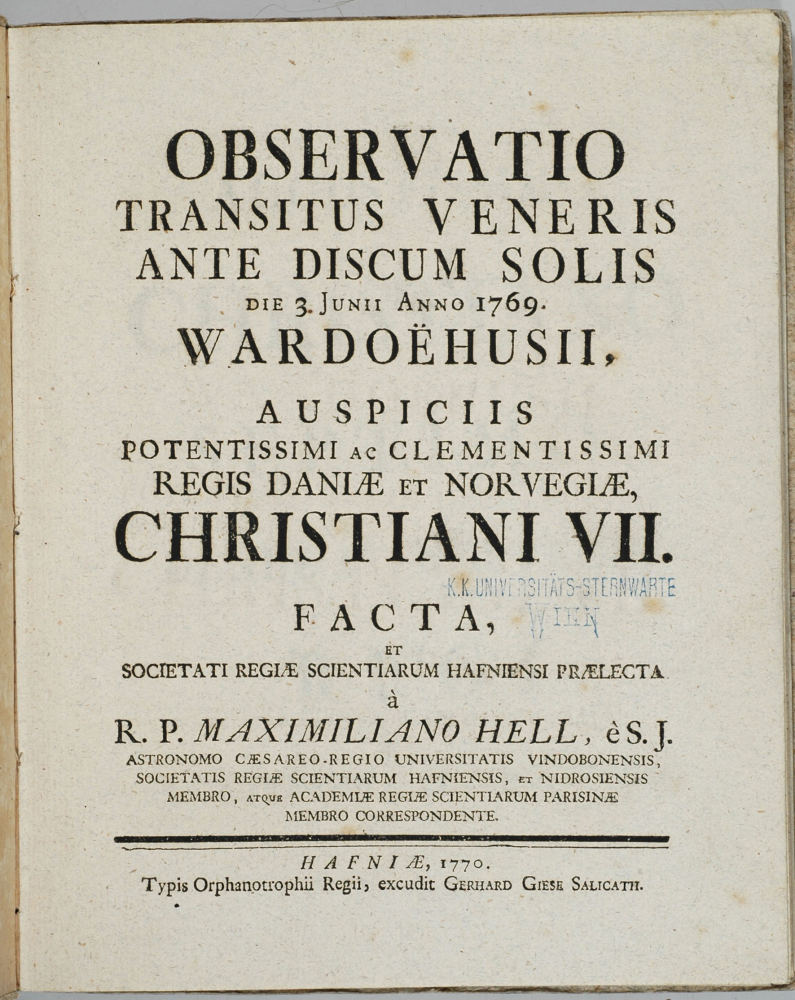
"Observatio transitus Veneris ante discum Solis", 1770

Vardøhus fästning är Norges östligaste fästning och ligger i Vardø i östra Finnmark nära den ryska gränsen. Kung Håkon Magnusson beordrade bygget som stod färdigt omkring 1300. De åttakantade fästningsvallarna byggdes mellan 1734 och 1738.
Fästningen ligger nu under den norska marinen, som har en symbolisk närvaro där, med en salutkanon som används på den norska nationaldagen samt den dag som solen åter kan skönjas efter vintersolståndet. Solens återkomst firas då med den salut i två omgångar och skollov resten av dagen.
År 1769 gjorde den österrikiska jesuitprästen Maximilian Hell framgångsrika astronomiska observationer av  venuspassagen från ett observatorium som han lät bygga upp i fästningen.
Vardøhus museum har utställningar om områdets natur, kultur och militärhistoria.